# Ipomoea bolusiana
Ipomoea bolusiana là một loài thực vật có hoa trong họ Bìm bìm. Loài này được Schinz mô tả khoa học đầu tiên năm 1888.

## Hình ảnh

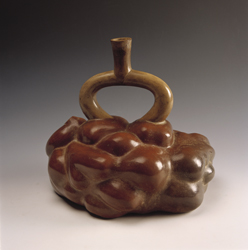
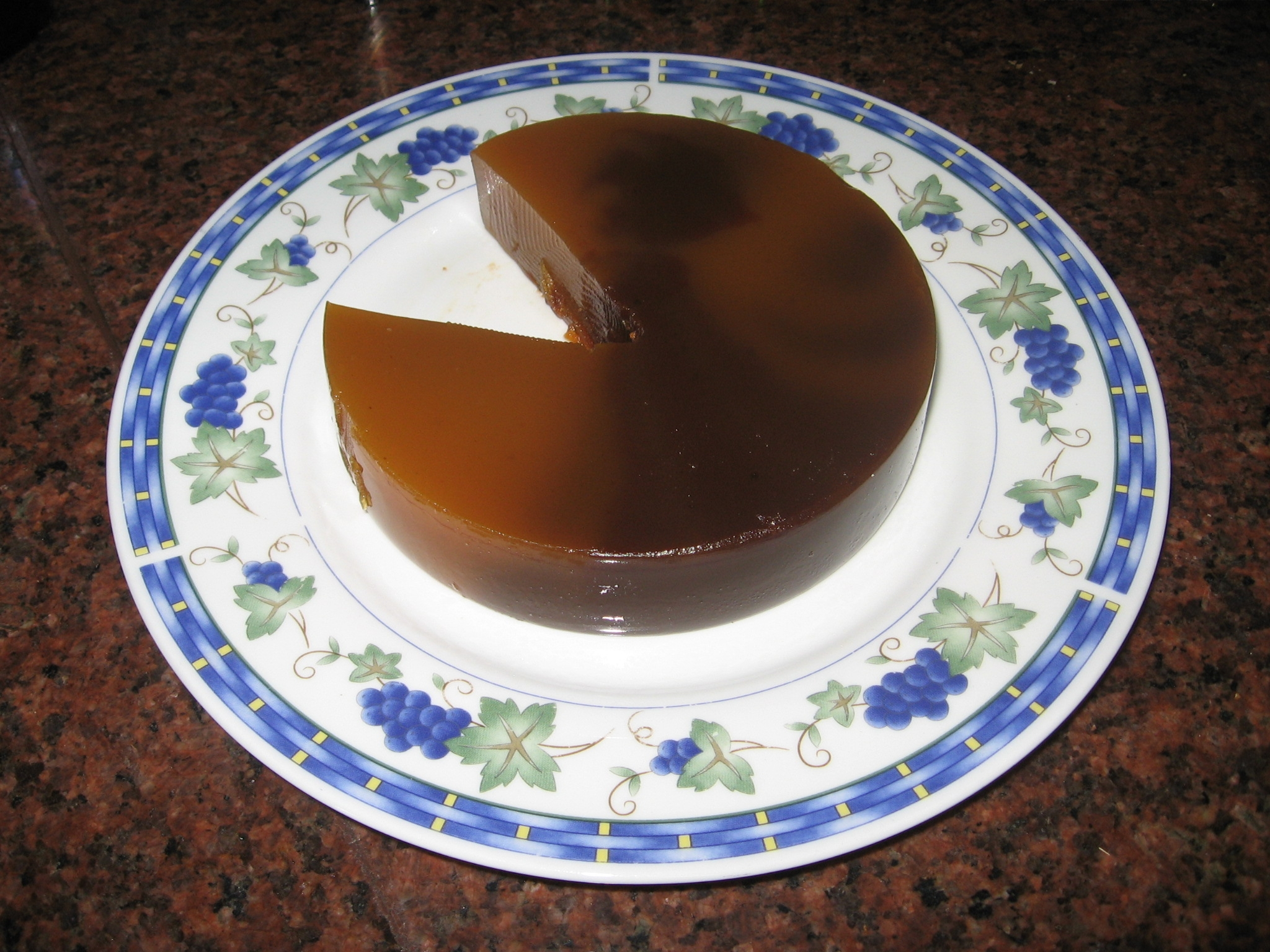